# Bistum Óbidos
Das Bistum Óbidos (lateinisch Dioecesis Obidensis, portugiesisch Diocese de Óbidos) ist ein römisch-katholisches Bistum mit Sitz in Óbidos im brasilianischen Bundesstaat Pará.

## Geschichte
Das Bistum wurde 1957 als Territorialprälatur aus der damaligen Territorialprälatur Santarém als Suffragan des Erzbistums Belém do Pará heraus gegründet. Es liegt am Amazonas über dem Äquator und ist zehnmal so groß wie das Bistum Münster, das den Aufbau des Bistums unterstützte. Am 9. November 2011 wurde die Territorialprälatur in den Rang eines Bistums erhoben. Papst Franziskus unterstellte das Bistum am 6. November 2019 dem Erzbistum Santarém als Suffragandiözese.
Am 21. Januar 2012 wurde die Prälatur Óbidos zum Bistum erhoben.
Seit dem 2. Dezember 2012 besteht eine Diözesanpartnerschaft mit dem deutschen Bistum Würzburg. Den Grundstein für die Bistumspartnerschaft legte die Arbeit der Franziskanerin von Maria Stern, Schwester Brunhilde Henneberger. Sie ist seit 1961 in Brasilien tätig, seit 1971 in Juruti, bzw. Juruti Velho, das zum Bistum Óbidos gehört.

## Sprengel und Gemeinden
Das Bistum Óbidos umfasst die 7 Municípios Alenquer, Curuá, Faro, Juruti, Óbidos (Pará), Oriximiná und Terra Santa. Zu jeder Pfarrei gehören mehrere Kapellengemeinden. Laien leiten die gut 600 Basisgemeinden.

## Gesundheitsdienst
Zusammen mit den Franziskanern der Fraternidade São Francisco de Assis na Providência de Deus (port.: Bruderschaft des hl. Franziskus von der Göttlichen Vorsehung) unterhält das Bistum Óbidos das Hospitalschiff „Papa Francisco“.

## Ordinarien
- 1957–1972 João Floriano Loewenau OFM
- 1973–1976 Constantino José Lüers OFM, später Bischof von Penedo, Alagoas
- 1976–2009 Martinho Lammers OFM
- 2009−0000 Bernardo Johannes Bahlmann OFM